# Rozetka papierowa

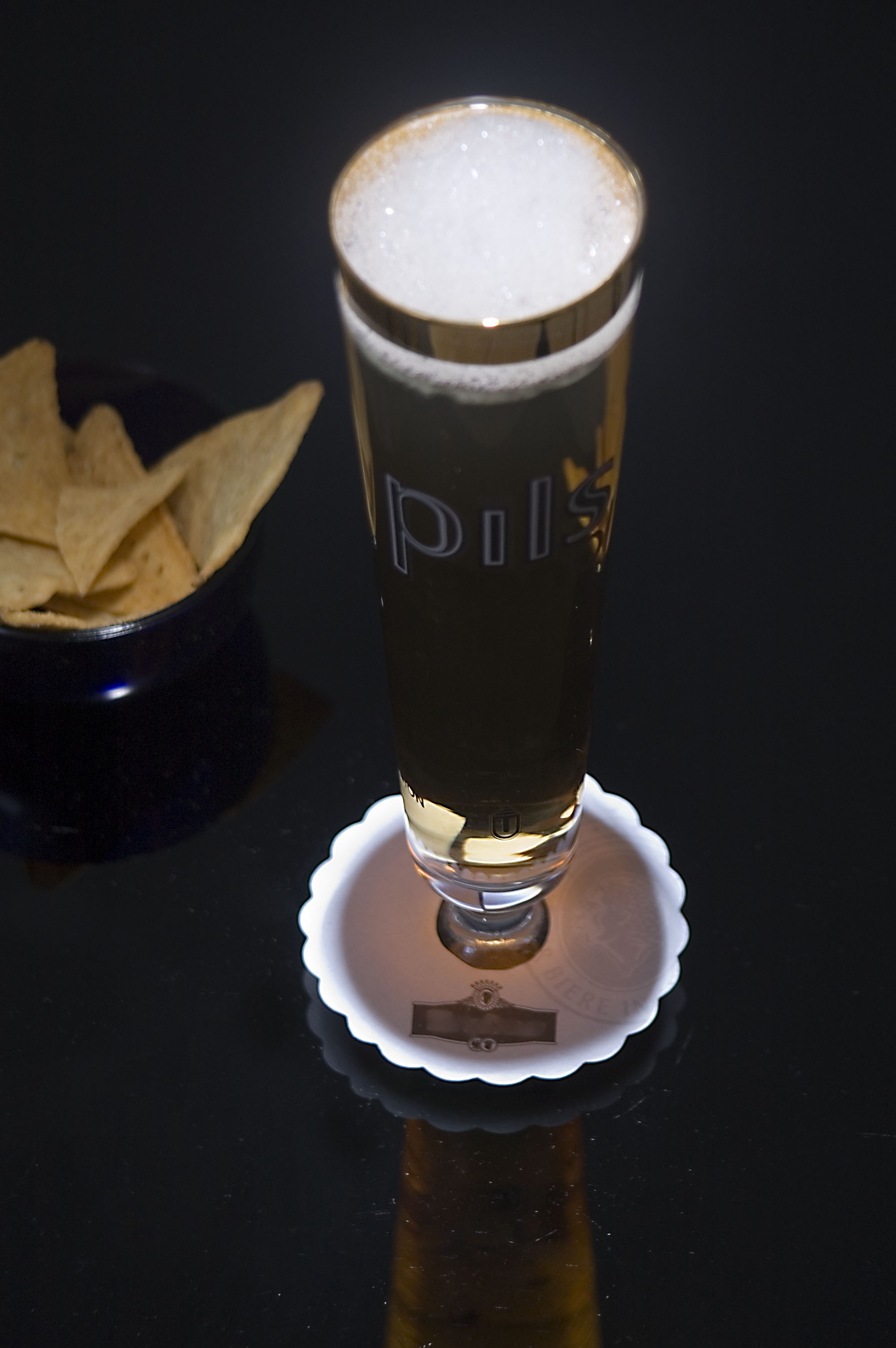
Rozetka na nóżce pokalu z piwem

Rozetka papierowa – krąg papieru wycięty krojem rozetowym z bibułki, z otworem w środku i przecięciem. Rozetka jest zakładana na stopkę kieliszka lub pokalu, najczęściej do piwa, gdzie służy jako kołnierz okapowy i do celów ozdobnych. W lokalach gastronomicznych rozetka używana jest również pod napoje, szklanki i filiżanki do kawy lub herbaty. Najczęściej ma kolor biały i nadruk reklamowy. Rozetka papierowa stanowi jeden z akcesoriów birofilistyki.